# Ethan Wiley
Pour les articles homonymes, voir Wiley.
Ethan Wiley est un réalisateur et scénariste américain.

## Biographie
Ethan Wiley a commencé sa carrière dans le cinéma en tant que technicien des effets spéciaux, notamment sur Le Retour du Jedi (1983), Gremlins (1984) et À la poursuite du diamant vert (1984). Il a ensuite écrit le scénario du film d'horreur House (1986) et a écrit et réalisé sa suite, House 2 (1987) ainsi que Les Démons du maïs 5 : La Secte des Damnés (1998).

## Filmographie

### Réalisateur
- 1987 : House 2
- 1998 : Les Démons du maïs 5 : La Secte des Damnés
- 2006 : Blackwater Valley Exorcism
- 2007 : Brutal
- 2012 : Elf-Man (en)
- 2015 : Journey to the Forbidden Valley

### Scénariste
- 1986 : House
- 1987 : House 2
- 1998 : Les Démons du maïs 5 : La Secte des Damnés
- 2007 : Brutal
- 2008 : Deadwater (en)
- 2010 : Bear (en)
- 2012 : Elf-Man (en)
- 2015 : Journey to the Forbidden Valley